# Kavkaški krilati oreškar
Kavkaški krilati oreškar (znanstveno ime Pterocarya fraxinifolia) je listopadno drevo iz družine orehovk, ki se pogosto sadi kot parkovno okrasno drevo.

## Opis
Kavkaški krilati oreškar lahko zraste do 30 metrov visoko in ima premer debla do 1,5 metra. Lahko ima eno, pogosto pa iz zemlje izrašča več debel. Krošnja drevesa je zaobljena in široko razvejana. Koreninski sistem je plitev. Skorja je siva in globoko razbrazdana. Mladi poganjki so goli in rjavozelene barve. Brsti so goli, temno rjavi in dlakavi. Listi so dolgi med 20 in 60 cm in so sestavljeni iz 11 do 27 manjših listov. Na veje so nameščeni premenjalno.  Lističi so podolgovati ali jajčasti, široki od 2 do 5 cm in dolgi od 5 do 12 cm z ostro nažaganim listnim robom. Zgornja stran je temno zelena, spodnja pa je svetlejša. V jeseni se listje obarva rumeno-zeleno. Drevo običajno začne cveteti v aprilu. Moški cvetovi so zelene mačice, ki v dolžino dosežejo do 10 cm. Ženski cvetovi so združeni v dolga klasasta socvetja, dolga od 30 do 50 cm.. Plodovi so krilati oreški, široki okoli 18 mm, ki so združeni v soplodja dolga od 20 do 40 cm.
Kavkaški krilati oreškar najbolje uspeva na globokih peščenih ali ilovnatih, dobro odcednih tleh. Dobro prenaša spomladanske in jesenske poplave, zaradi plitvega koreninskega sistema pa slabo prenaša sušo. Odrasla drevesa dobro prenašajo nizke temperature. Najbolj mu ustrezajo sončne lege, uspeva pa tudi v polsenčnih legah. Gre za hitro rastoče drevo, ki običajno raste v mešanih gozdovih, samostojni sestoji pa so redki. V naravi je drevo najpogostejše v podnebju z milimi zimami in milimi, vlažnimi poletji.

## Uporaba
Kavkaški krilati oreškar se zaradi goste krošnje zasaja v parkih, redko pa v vrtovih. Primeren je za utrjevanje rečnih brežin in za zaščito pred vetrom. Les je rumeno črne barve in se se uporablja predvsem za izdelavo pohištva in furnirja.